# Stewart Donald
Stewart Donald, född 1975, är en engelsk affärsman och fotbollsadministratör. Han är bosatt i Witney, Oxfordshire. Han är ägare till Sunderland AFC och tidigare VD för Bridle Insurance.

## Karriär
Från och med 2018 har Donald arbetat i försäkringsbranschen "i mer än 20 år". Donald och affärspartnern Neil Fox har "förvärvat en rad företag".  
Den 3 september 2019 sålde Donald Bridle Insurance till Finch Group.

## Fotboll
I februari 2010 köpte han Eastleigh FC i Conference South. I maj 2017, med klubben nu en division högre i National League, sa han till Southern Daily Echo att han skulle upprepa sin totala investering på 10 miljoner pund i klubben i syfte att få dem till engelska fotbollsligan. Han utvecklade ett rykte för att vara försiktig med pengar och sa att han "slog taket" eftersom klubben gav gratis flaskor vatten till spelare som bara skulle dricka hälften; han sparade laget 500 £ genom att stoppa detta.
I juli 2015 betalade Donald 500 000 pund för att köpa en 10%-andel i Oxford United, klubben han hade stöttat hela sitt liv och tidigare donerat till. Han blev inte medlem av styrelsen på grund av intressekonflikter som rör hans roll i Eastleigh.
I april 2018 valdes Donald till ledare för ett konsortium som erbjöd att köpa Sunderland, som släpptes till försäljning av miljardärägaren Ellis Short efter att för andra året i rad blivit nedflyttade, nu till League One. Han gick med på att sälja Eastleigh så att han kunde äga Sunderland. Den 21 maj blev han officiellt ägare av Sunderland och gjorde det utan konsortiet för att påskynda övergången.
Den 31 december 2019 bröt nyheter ut om att Donald enligt uppgift försökte sälja klubben efter 19 månaders ägande, på grund av bakslag från fansen. En vecka senare uppgav styrelsen att situationen som uppstått förmodligen kommer leda till en försäljning av klubben, eftersom "långsiktig framgång inte kan uppnås av en oenig klubb".

## Privatliv
Donald är gift, och bor i Witney i Oxfordshire.